# Maher El-Beheiry
Maher El-Beheiry es un juez egipcio y fue presidente de la Corte Suprema Constitucional de Egipto del 1 de julio de 2012 al 1 de julio de 2013.
Algunas fuentes erróneamente lo mencionaron como presidente interino de Egipto, tras la deposición de Mohamed Morsi por parte de los militares el 3 de julio de 2013. Adly Mansour había sucedido a El-Beheiry como presidente de la Corte Suprema unos días antes y por ello Mansour fue nombrado presidente de Egipto.